# Marche Notre-Dame de Bon-Secours
Pour les articles homonymes, voir Notre-Dame-de-Bon-Secours.

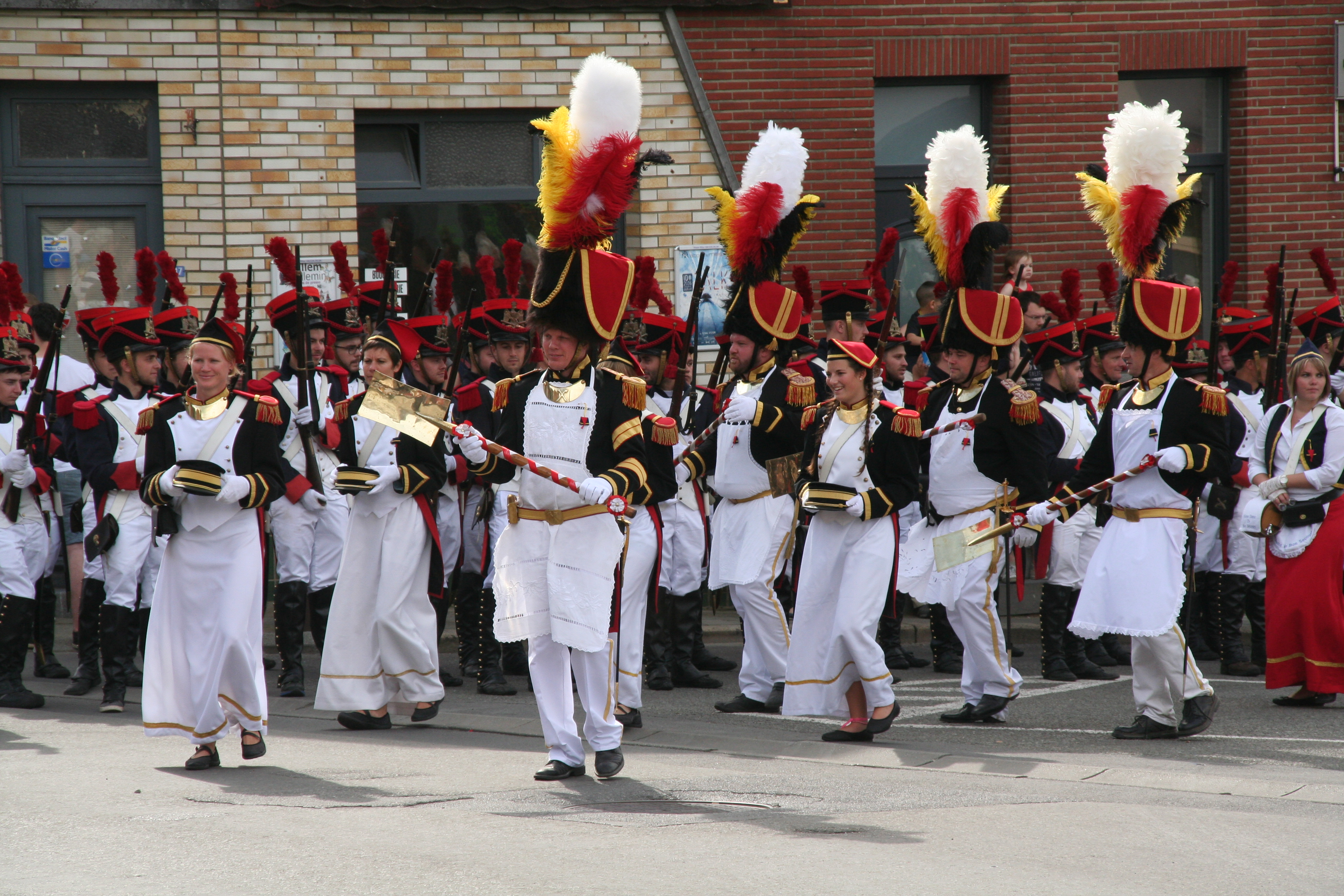
Édition 2016 de la marche

La Marche Notre-Dame de Bon-Secours est une marche folklorique de l'Entre-Sambre-et-Meuse se déroulant chaque mois de juillet dans le village de Nalinnes-Centre, dans le Hainaut en Belgique.
C'est un pèlerinage pour Notre-Dame de Bon Secours.

## Histoire

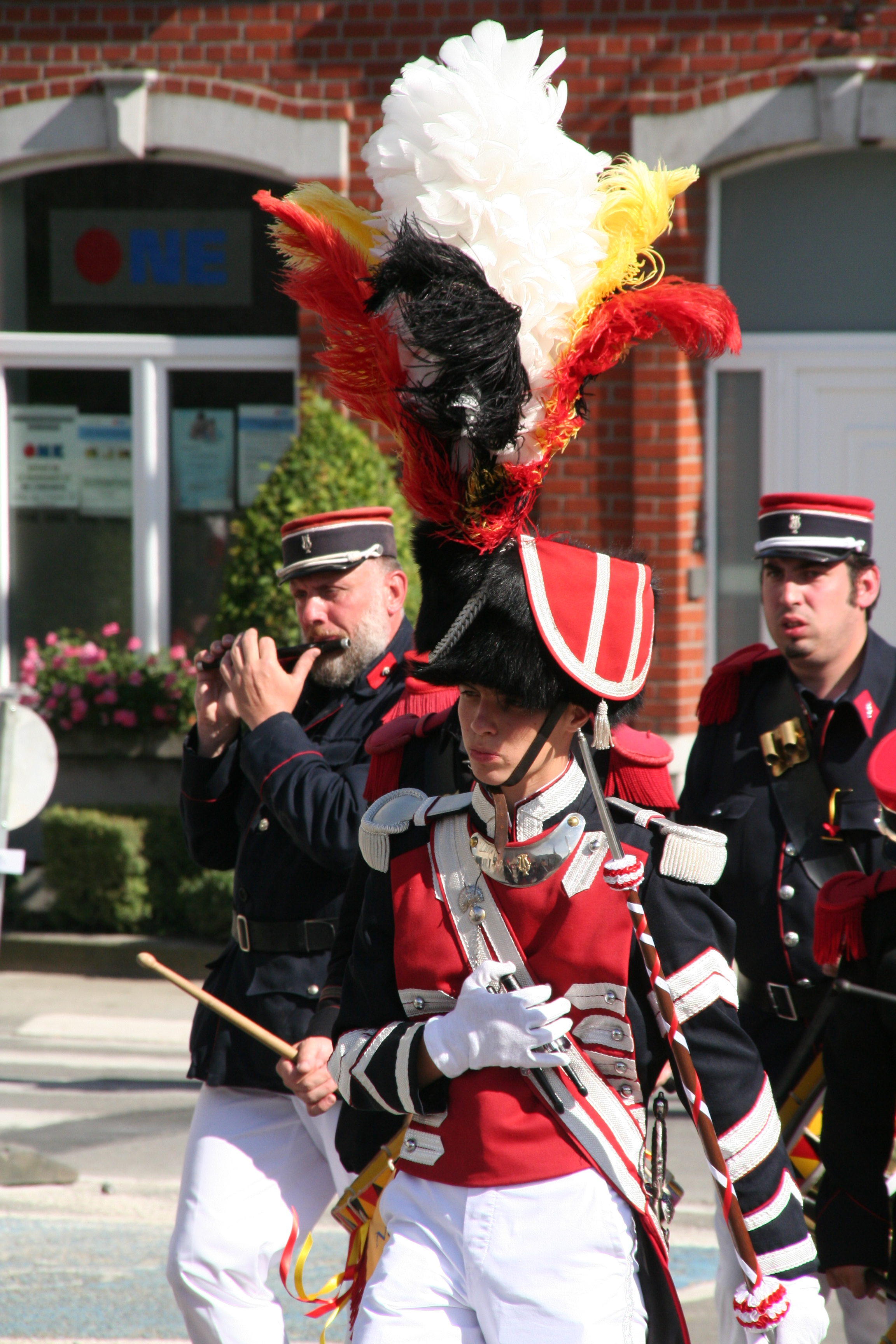
Tambour major de la jeune marche en 2016

La marche voit le jour en 1990 à l'initiative de Jean-Louis Maître. La première sortie du corps d'office a lieu le 27 mai 1990, suivi le 15 juillet 1990 par la première édition de la marche. Il y a approximativement 125 marcheurs.
En 1991, lors de la seconde édition, un groupe de Zouaves voit le jour.
Elle est affiliée à l'Association des Marches Folkloriques de l'Entre-Sambre-et-Meuse depuis le 3 avril 1992 sous le numéro 85.
En 1997 une jeune compagnie appelée la "Jeune Marche" voit le jour, elle a pour but d'accueillir les enfants participant à la marche.
En 2000, un canon fonctionnant réellement est greffé au groupe des voltigeurs.
En 2007 l'organisation de la marche obtient le statut d'ASBL. C'est cette même année que le groupe des voltigeurs troque son costume du second empire pour un du premier empire.
En 2009, lors de la vingtième édition, près de 700 marcheurs participent à la procession.
Pour les 25 ans de marche en 2014, un livre écrit par Jean-Louis Maître et Dominique Moineaux est édité.

## Organisation

### Cassage du verre
Le corps d'office de la marche "signe" son engagement pour la marche à venir en procédant à la célébration dite du "cassage du verre" chaque dernier samedi du mois d'avril,.

### La marche
La date de la marche est fixée au deuxième dimanche du mois de juillet. Elle se déroule sur trois jours, le samedi étant réservé à la sortie des Officiers, le dimanche étant le jour de pèlerinage et de marche à proprement parler, et le lundi une journée de marche plus détendue.

## Sorties exceptionnelles
En dehors de la marche organisée en juillet, les membres de celle-ci défilent pour des événements exceptionnels ou comme invités lors de marches d'autres entités.
Le 27 mars 1999, la compagnie de Nalinnes participe à l'inauguration de la statue du Marcheur, placée sur le rond-point éponyme sur la nationale 5 entre Gerpinnes et Nalinnes.
Chaque année, elle participe en tant qu'invité à la marche Saint-Roch de Ham-sur-Heure.